# Hypognatha belem
Hypognatha belem är en spindelart som beskrevs av Levi 1996. Hypognatha belem ingår i släktet Hypognatha och familjen hjulspindlar. Inga underarter finns listade i Catalogue of Life.